# Santa Maria dell’Anima

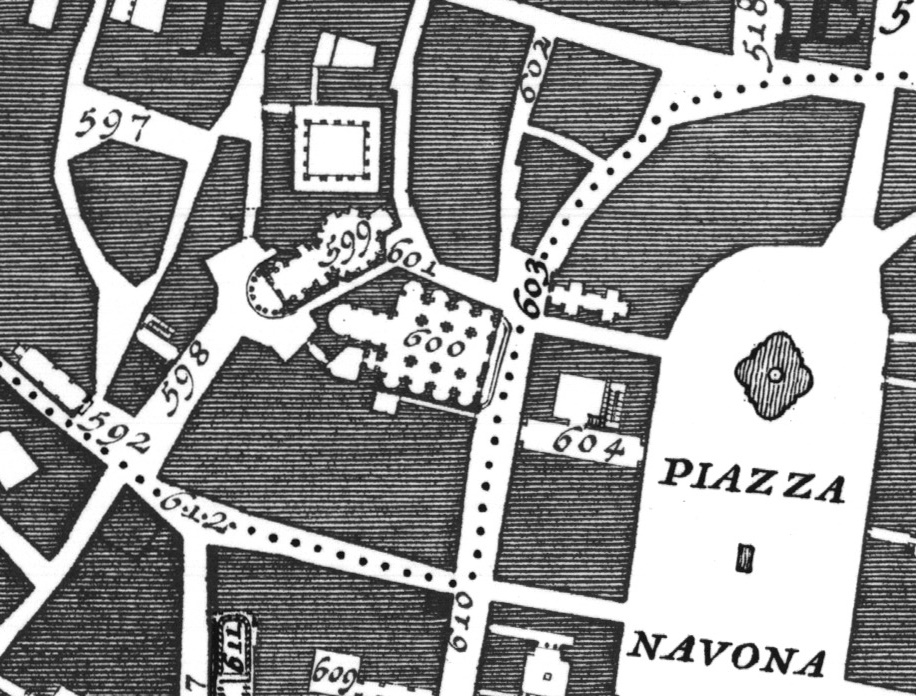
Santa Maria dell’Anima (Nummer 600) auf Giovanni Battista Nollis Rom-Plan von 1748. Die Nummer 599 bezeichnet die Kirche Santa Maria della Pace.

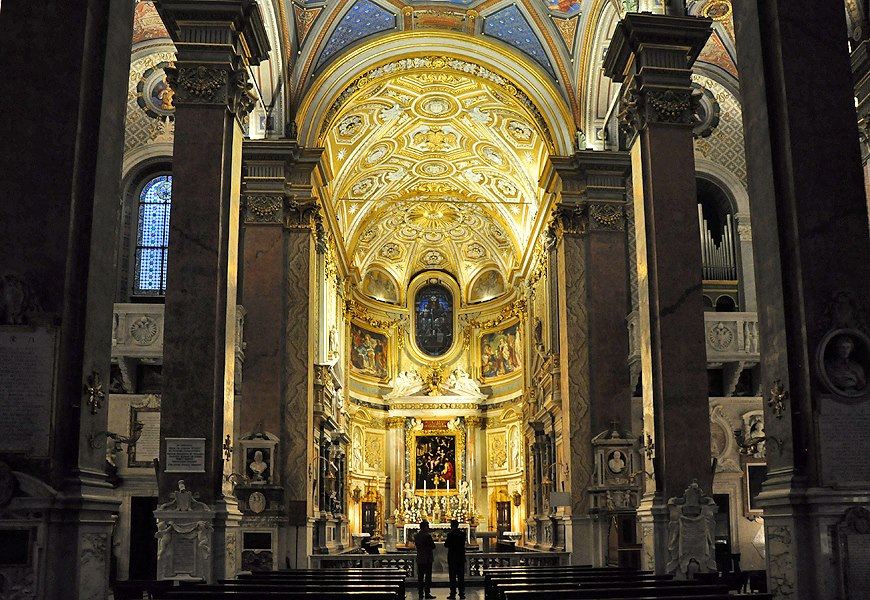
Innenansicht der Kirche

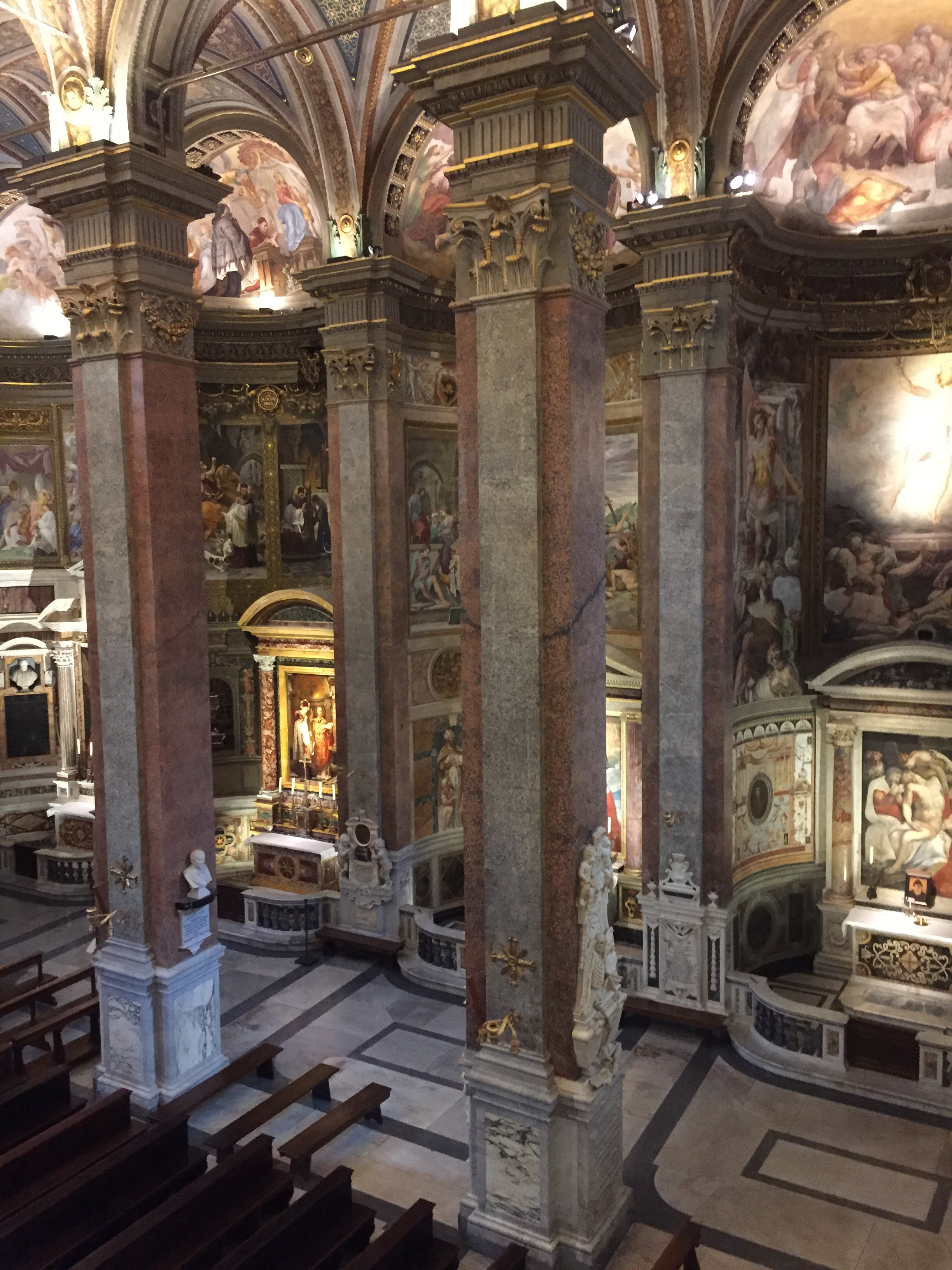
Blick ins Kirchenschiff von der Orgelempore aus

Santa Maria dell’Anima (lat.: Sanctae Mariae de Anima) war die katholische Nationalkirche für die Einwohner des Heiligen Römischen Reiches. Obwohl die Kirche ab 1859 de facto als Kirche der deutschsprachigen Katholiken in Rom galt, wurde dieser Status erst 1909 de jure anerkannt. Papst Hadrian VI. († 1523) ist im Chor der Kirche begraben.
In dem angrenzenden Gebäude befinden sich Gemeindezentrum, das Archiv sowie das Kolleg. Alles zusammen bildet das Päpstliche Institut Santa Maria dell’Anima.
Die Anima „steht allen Gläubigen offen, ob sie mit der deutschsprachigen Gemeinde den Gottesdienst mitfeiern möchten oder ob sie einen Ort suchen, an dem sie mit ihrer Gruppe und dem sie begleitenden Priester Gottesdienst feiern können“.

## Geschichte
Die Kirche geht auf eine private Hospizstiftung des Ehepaares Johannes und Katharina Petri aus Dordrecht (in den Niederlanden) aus dem 14. Jahrhundert zurück, die für Rompilger aus dem Heiligen Romischen Reich gegründet worden war. Zwischen 1398 und 1406 wurde das Hospital durch Urkunden, Schenkungen sowie Stiftungen und Unterstellung unter die Jurisdiktion des Heiligen Stuhles u. a. durch die Päpste Bonifaz IX. und Innozenz VII. aktiv gefördert. Ab 1421 setzte eine breite Förderung des Hospitals durch Einwohner und Kleriker des Heiligen Römischen Reiches zu Rom ein. Zum Hospiz gehörte eine gotische Kirche, die zwischen 1431 und 1433 mit den Geldern der Miet- und Pachteinnahmen errichtet werden konnte. 1444 berechtigte Eugen IV. die Kirche zur Seelsorge an ihre Landsleute, zum regelmäßigen Gottesdienst, zum Hören der Beichte und zur Spendung der Sakramente. Am 13. Dezember 1446 wurde die Kirche geweiht. Bis ins frühe 16. Jahrhundert wuchs die Beliebtheit der Kirche stetig. Dies wird u. a. durch die Popularität der Anima als Begräbnisstätte und Weiheort einer großen Zahl von Bischöfen belegt.
1496 wurden die an der Anima tätigen Kleriker von ihrem Provisor Johannes Burckard in einem Kaplanskollegium organisiert. 1551 wurde die beschlussfähige Versammlung zu einer kooptierenden Kongregation umgeformt. Am 24. September 1499 beschloss die Bruderschaft unter ihrem Leiter Johannes Burckard den Neubau des Hospizes sowie die Errichtung einer neuen Kirche, zu der 1500 durch Matthias Scheidt, Fürstbischof von Seckau und Gesandten Kaiser Maximilians I. der Grundstein gelegt wurde. Die schon in der Grundsteinlegung zu Tage tretende starke Verbindung zum Heiligen Römischen Reich wird auch im Bildrepertoire der Kirche (Schlusssteine) und der Grablegen sichtbar. 1518 nahm Kaiser Maximilian I. die Kirche auf dem Reichstag von Augsburg unter den besonderen Schutz des Reichs und erklärte sie für reichsunmittelbar: „In Nostram et Sacri Romani Imperii protectionem tuitionem defensionemque et curam suscepimus et suscipimus.“ (deutsch Wir haben übernommen und wir übernehmen Schutz, Verteidigung und Fürsorge für uns selbst und das Heilige Römische Reich). Um 1523 war der Bau, dessen Architekt nicht namentlich bekannt ist, vollendet. Die Gesamtweihe des Baus wurde jedoch erst am 25. November 1542 durchgeführt.
1527 fielen ganz Rom und damit auch die Anima im Sacco di Roma den marodierenden Landsknechten Karls V. zum Opfer: „[D]rei der Anima-Häuser werden zerstört, in der Kirche gehen nahezu alle liturgischen Geräte und Paramente verloren.“ Das Archiv kann jedoch gerettet werden. Trotz der brutalen Ereignisse um die Einnahme Roms und die Plünderung der Anima, fanden zumindest zwei der in die militärischen Ereignisse involvierten Kaiserlichen – nämlich der Hauptmann Heinrich von Flitzingen sowie Melchior von Frundsberg, Bruder des bekannteren Kaspar von Frundsberg und Sohn des Georg von Frundsberg, die wie er selbst Landsknechte kommandiert hatten – Aufnahme in den Denkmalsbestand der Anima, indem sie ihr „Grab in der Kirche [fanden], bezeichnenderweise […] vor dem Kreuzaltar;“ wohl ohne jemals „Mitglied der Bruderschaft geworden zu sein oder Stiftungen getätigt zu haben.“
Während der Wende vom 16. zum 17. Jahrhundert verwüstete ein Hochwasser die Kirche, und auch die Entwicklungen innerhalb des Reiches zeigten ihre Auswirkungen auf die Anima: ‚Belgier‘, d. h. die Bewohner der unter spanischer Herrschaft stehenden südlichen Niederlande, wurden nicht mehr aufgenommen. Während des 17. und des 18. Jahrhunderts wurde die Kirche um eine neue Sakristei und neue Glasfenster ergänzt. Ebenso wurde eine starke Barockisierung des Kirchenraumes vorangetrieben; hierbei gingen zahlreiche Denkmäler verloren oder wurden verändert. Die Kirche verlor ihren renaissancezeitlichen Charakter. Neben ‚kosmetischen‘ Änderungen trieben die Verantwortlichen aber auch baulich notwendige Maßnahmen voran. Durch die Ausschachtung einer Krypta versuchte man, der „immense[n] Nässe und d[er] Bodenfeuchtigkeit“ entgegenzuwirken. 1710 kam die Kirche in den Besitz des Palazzo Gambirasi.
Ähnlich wie das Jahr 1527 wurde auch das Jahr 1798 ein Schicksalsjahr für Rom und die Anima. Die französischen Truppen nahmen die Stadt ein, und während die Römische Republik proklamiert wurde, wurde die Kirche systematisch geplündert. Bewegliches Gut, liturgisches Gerät und sogar die Glocken wurden an den Meistbietenden verkauft; Kunstobjekte gelangten auf diesem Weg bis nach Paris. Im weiteren Verlauf wurde die Anima von der militärischen Logistik als Lager und Pferdestall genutzt. Nach dem Zusammenbruch der Römischen Republik gelang es, einige der entwendeten Kunstwerke wieder zurückzuerwerben. Die Anima wurde reorganisiert und im Jahr 1801 mit einer Ostermesse wieder ihrer eigentlichen Bestimmung zugeführt.
Die Kirche diente unter anderem als Grablege prominenter Rompilger und in Rom ansässiger Kaufleute aus dem Heiligen Römischen Reich. Sie ist ebenfalls Grablege des letzten Papstes aus dem Heiligen Römischen Reich Hadrians VI., dessen Leichnam 1533 in die Anima überführt wurde. In der Kirche fanden ferner die Kardinäle Wilhelm III. von Enckenvoirt, Andreas von Österreich und Johannes Walter Sluse ihre letzte Ruhestätte. Das Grabmal des ebenfalls hier bestatteten Kardinals Matthäus Schiner sucht man allerdings vergebens. Es ist wahrscheinlich dem Sacco di Roma im Jahr 1527 zum Opfer gefallen. Der in Rom tätige Gelehrte und Bibliothekar Lukas Holste (1596–1661) ist hier bestattet. Von Jakob Fugger wurde als Grablege für seinen 1478 in Rom verstorbenen Bruder Markus und seinen 1511 als Apostolischer Protonotar verstorbenen gleichnamigen Neffen die Markuskapelle auf der Nordseite der Kirche gestiftet. Auf Albrecht von Brandenburg, Erzbischof von Magdeburg und von Mainz sowie Kardinalpriester von San Pietro in Vincoli, gehen Stiftung und Ausstattung der Markgrafenkapelle zurück.
Den übrigen Kapellenpatrozinien liegt ein dezidiertes kirchenpolitisches Programm zugrunde, das das Verhältnis zwischen Staat und Kirche thematisiert. Dem während des Investiturstreits kaiserlicherseits abgesetzten Bischof Benno von Meißen, dessen 1523 durch Hadrian VI. erfolgte Heiligsprechung eine theologische Kontroverse in der Frühphase der Reformation auslöste, ist die Bennokapelle im Nordosten des Schiffs gewidmet. Ihr gegenüber befindet sich die dem Bischof Lambert von Lüttich, der wegen seines Einsatzes für die Immunitätsrechte seines Bistums ermordet worden war, geweihte Lambertus- oder Maastricht-Kapelle. Ihr benachbart ist die Kapelle des (1729 heiliggesprochenen) Johannes Nepomuk, der aufgrund der Wahrung des Beichtgeheimnisses durch König Wenzel in Prag das Martyrium erlitt, und auch die anschließende Kapelle der Hl. Barbara schildert die Folterung und Enthauptung der Heiligen durch ihren königlichen Vater.

### Animabruderschaft

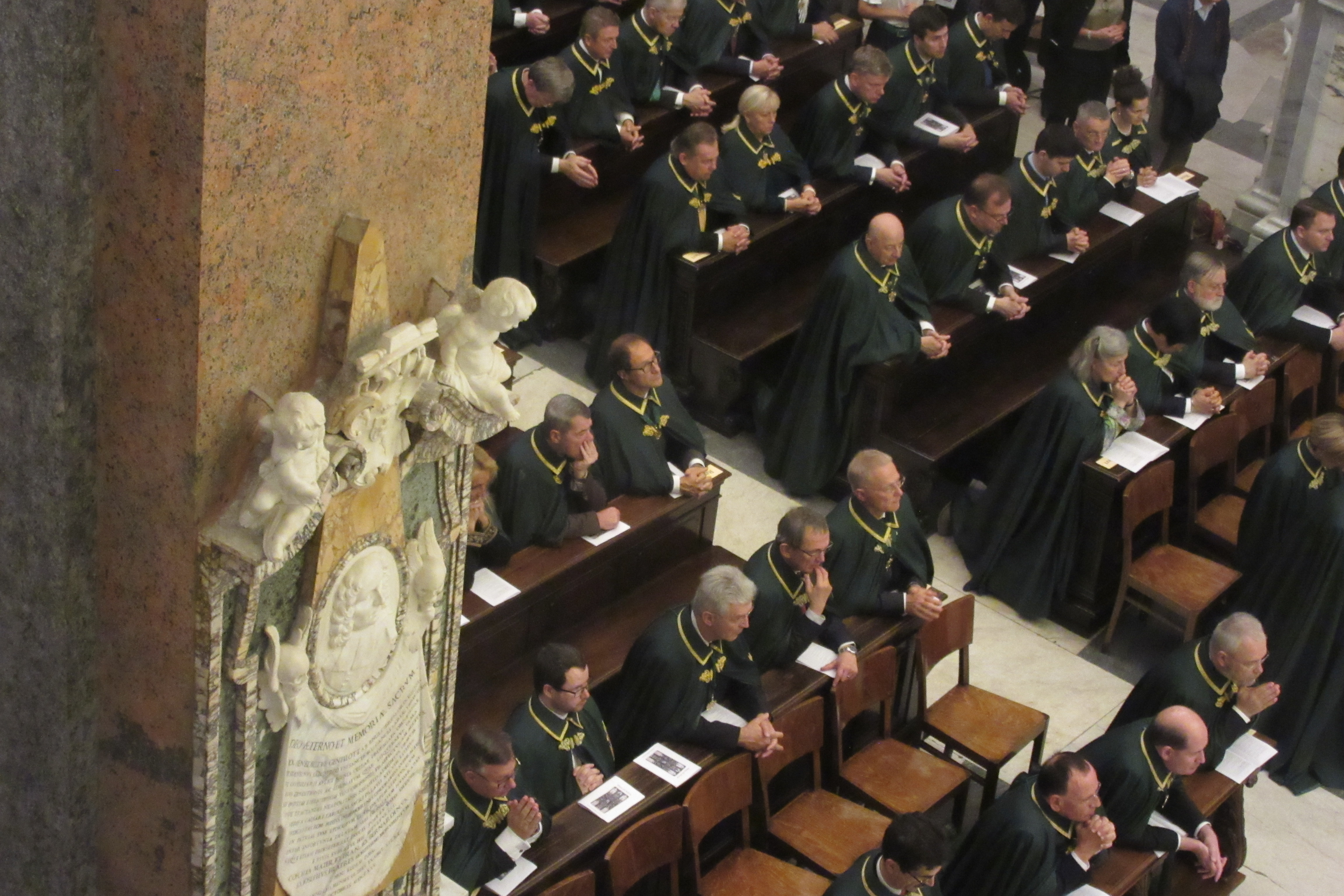
Titelfest

Seit 1350 unterstützt die Bruderschaft von S. Maria dell’Anima die Arbeit der Anima. Seit 1406 untersteht dieses Institut direkt dem Heiligen Stuhl. Mitglied der Bruderschaft wurde man durch Eintragung ins Bruderschaftsbuch und durch Unterstützung der Anima. Das 17. und 18. Jahrhundert war eine Blütezeit der Anima und ihrer Bruderschaft. Neben hochrangigen Mitgliedern der päpstlichen Kurie, Handwerkern und Gewerbetreibenden waren auch alle wichtigen deutschen Persönlichkeiten Mitglied der exklusiven Bruderschaft, sowohl Männer (Confratres) als auch Frauen (Sorores). Aus der Animabruderschaft heraus wurde die Bruderschaft des Campo Santo Teutonico gegründet. Verschiedene Testamente sicherten mit Legaten und Immobilienstiftungen die Animabruderschaft. Eingetragene Mitglieder im Bruderschaftsbuch waren unter anderem Melchior von Meckau, Dietrich von Nieheim aber auch Kaiser Sigismund, Kaiser Friedrich III., Kaiser Karl V. sowie einige Päpste wie Pius X. und Johannes Paul II.
Die Animabruderschaft wurde bis im späten 16. Jahrhundert von Mitgliedern aus den Niederlanden dominiert. So gab es 1586 insgesamt 155 Animabrüder, von denen 55 aus dem heutigen Belgien, 44 aus den Niederlanden und nur 6 aus Westfalen stammten. 1599 aber, kurz nach dem Tod von Philipp II. und im Rahmen des Achtzigjährigen Kriegs, wurden Niederländer und Flamen gewehrt. Damit endete die niederländische Hegemonie und entwickelte sich die Brüderschaft ständig zu einer von deutschsprachigen dominierten Organisation.
Die Animabruderschaft besteht heute noch und hat etwa 150 Mitglieder (Stand 2015). Zu ihnen gehören Persönlichkeiten aus Kirche, Politik und Wirtschaft. Um eine Mitgliedschaft kann man sich nicht bewerben.
Bekannte Mitglieder (Auswahl)
| - Papst Benedikt XVI. († 2022) - Franz Xaver Brandmayr, Rektor der Anima 2008–2020 - Michael Max, Rektor der Anima, seit 2020 - Kardinal Gerhard Ludwig Müller, seit 2012 - Kardinal Franc Rodé, seit 2017 - Bischof Felix Gmür, seit 2015 - Bischof Franz-Peter Tebartz-van Elst, seit 2014 | - Ministerpräsident Reiner Haseloff, seit 2017 - Botschafter Gustav Ortner (2012–2022) - Botschafter a. D. Jaime Bernardo von Bourbon-Parma, seit 2015 - Botschafter Eduard Habsburg-Lothringen, seit 2013 - Sepp Forcher (2014–2021) - Othmar Karas, seit 2015 - Clemens Morgenthaler, seit 2015 - Anton Zeilinger, seit 2017 |

## Architektur

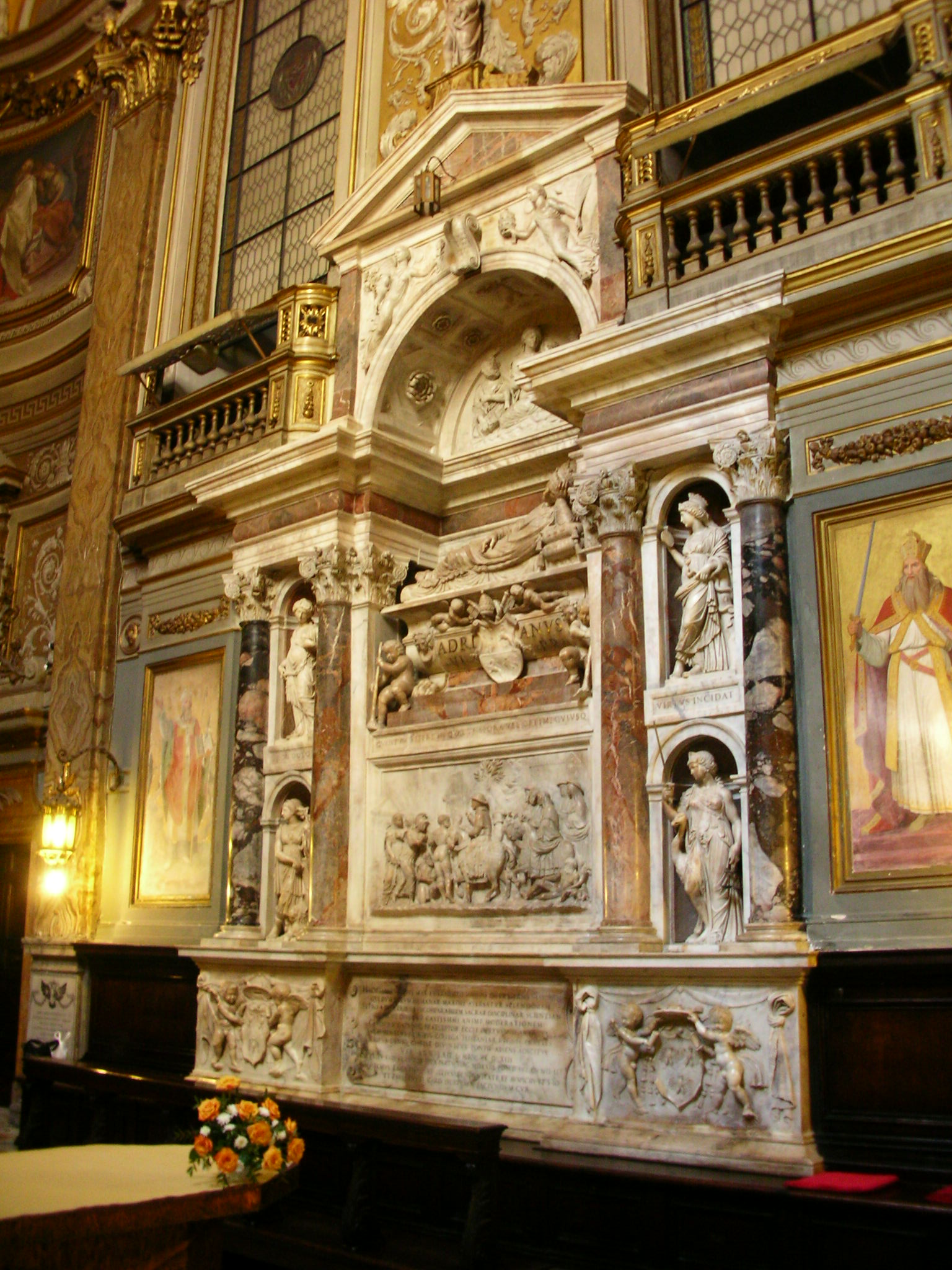
Grabmal für Papst Hadrian VI.

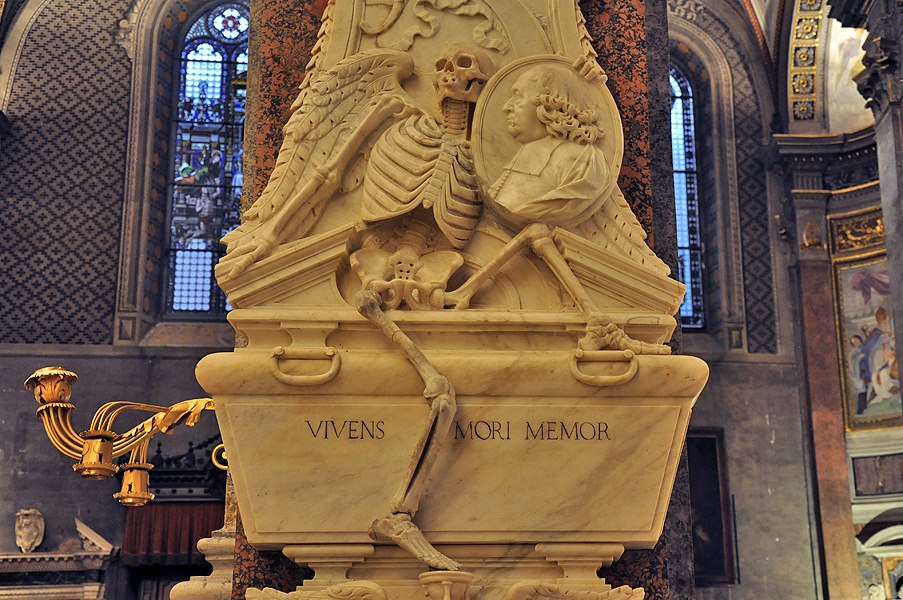
Memento-mori-Darstellung für Georg Meisel

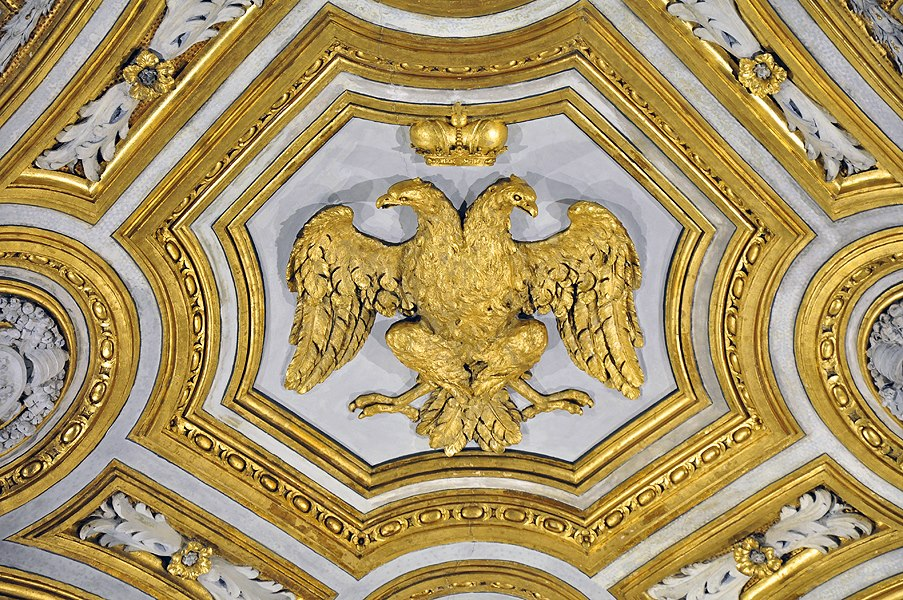
Detail der Decke

Der in den Jahren 1500 bis 1523 errichtete Kirchenbau ist eine in Renaissanceformen errichtete querhauslose dreischiffige Hallenkirche mit langgestrecktem, halbrund geschlossenen Chor. Straßenseitig schließt der in Sichtziegelmauerwerk mit Werksteingliederungen errichtete Kirchenbau mit einer dreigeschossigen, das Dach überragenden und mit korinthischen Pilastern gegliederten, in ihrem Untergeschoss inschriftlich (Templum beatae Mariae Virginis de Anima hospitalis Teutonicorum MDXIIII) auf 1514 datierten Schirmfassade ab. Im Obergeschoss finden sich neben dem zentralen Kreisfenster die Wappen der beiden bedeutendsten Förderer des Kirchenbaus, Papst Hadrian und Kaiser Maximilian, angebracht. Der rückwärtige Kirchturm weist einen mit seitlichen Fialen besetzten und mit glasierten Ziegeln gedeckten gotischen Turmhelm auf.
Im Kircheninneren werden die mit Rippen versehenen Gewölbe von Pfeilern mit schiffsseitig vorgelegten korinthischen Pilastern getragen. Zwischen den seitlichen Strebepfeilern sind raumhohe, zum Schiff halbrund geöffnete Seitenkapellen eingefügt, darin dem Bautypus der spätgotischen Wandpfeilerkirche verwandt. Obgleich der Gemeinderaum über einem fast quadratischen Grundriss erbaut ist, herrscht durch die Anordnung von Pfeilern und Gewölben der Eindruck eines gerichteten Raumes vor. Der ursprüngliche Bauplan hatte zudem noch eine Längenerstreckung von fünf statt gegenwärtig vier Jochen, und damit eine deutlichere Längsausrichtung vorgesehen, was jedoch an dem Widerstand der römischen Straßenbauverwaltung scheiterte.
Das Gründungsprotokoll von 1499 beschreibt den projektierten Kirchenbau als opus laudabile Alemannico more compositum, also nach deutschem Schema entworfen. Angesprochen ist damit der Bautypus der spätgotischen Hallenkirche, die im 15. Jahrhundert die deutsche Sakralarchitektur dominierte. Darin ist der Kirchenbau dem Dom von Pienza verwandt, der auf Anordnung seines Bauherrn Pius II. nach Vorbildern errichtet worden war, die dieser in Österreich und Süddeutschland gesehen hatte.
Der Name des Baumeisters von Santa Maria dell‘ Anima ist nicht überliefert. Wie Giorgio Vasari berichtet, war Donato Bramante bei den Beratungen zum Neubau der Kirche hinzugezogen worden, deren Erbauung man nachher einem Deutschen übergab. Die Schlussfolgerung, in dem 1499 aus Mailand nach Rom übersiedelten Baumeister, der zum gleichen Zeitpunkt auch den Tempietto sowie den Kreuzgang in der unmittelbar benachbarten Kirche Santa Maria della Pace plante, den tatsächlichen Planverfasser der Kirche zu sehen, dürfte zu weit gehen. Viel eher ist an eine Herkunft des Baumeisters von Santa Maria dell’Anima aus der Mailänder Dombauhütte zu denken, in der eine Vielzahl deutscher Bauhandwerker beschäftigt war. Die in der älteren Literatur vorgenommene Zuschreibung der Kirchenfassade an Giuliano da Sangallo hat sich nicht bestätigt.
Die heutige Sakristei wurde 1635–1644 im Winkel von Chor und Schiff als Rechteckraum mit abgeschrägten Ecken errichtet und diente als Kapelle der Animabruderschaft.
In den Jahren 1747 bis 1751 erfolgte eine barocke Überformung des Kirchenraums, 1874/75 eine historistische Restaurierung und Neuausmalung durch Ludwig Seitz. Eine umfassende Gesamtrestaurierung des Innenraums kam 2018 zum Abschluss.

## Ausstattung
Die Kirche enthält eine Fülle von Grabmälern und Gedenktafeln, darunter Skulpturen von François Duquesnoy. Das Grabmal Hadrians VI. in Gestalt eines Triumphbogens befindet sich auf der rechten Seite im Chor. Es wurde entworfen von Baldassare Peruzzi, die allegorischen Figuren der Kardinaltugenden Gerechtigkeit, Weisheit, Tapferkeit und Mäßigung stammen u. a. von Michelangelo Senese. Das zugehörige Reliefbild zeigt, begleitet von seinen Kardinälen, den Einzug des Papstes in Rom.
Im Chor, dem Grabmal Hadrians VI. gegenüber, befindet sich das ab 1577 geschaffene Ehrengrab des Kaiserenkels und Erbprinzen Karl Friedrich von Jülich-Kleve-Berg, dessen Tod 1575 mit 19 Jahren an den Pocken in Rom die Machtverhältnisse in Europa im Zentrum traf. Es wurde nach dem Entwurf seines Erziehers Stephanus Winandus Pighius ausgeführt von den Bildhauern Nicolas Mostaert und Gillis van den Vliete und zeigt in seiner Mitte eine Auferstehungsszene, die auf eine intensive Auseinandersetzung mit der 1506 gefundenen Laokoongruppe verweist. Der zweite Teil des Denkmals hängt heute im Vorraum der Kirche. Es ist ein Relief, das den Erbprinzen Karl Friedrich bei der Verleihung des Titels Fidei defensor und der Übergabe der entsprechenden Insignien Schwert und Hut durch Gregor XIII. zeigt.
Das ursprünglich dem Papstgrab gegenüberstehende und 1536–1538 von Giovanni Magnone geschaffene Grabmal des Kardinals Willem van Enkevoirt sowie das 1600 von Gillis van den Vliete geschaffene des Kardinals Andreas von Österreich wurden 1750 in reduzierter Form zu Seiten des Eingangs versetzt.
Das 1521/22 für die Fuggerkapelle geschaffene Altarbild von Giulio Romano ziert seit 1750 den Hauptaltar der Kirche. Mit Bezug auf die Stifter zeigt es die Heiligen Jakobus und Markus in Anbetung der Heiligen Familie. Die figurenreichen Fresken der Fuggerkapelle mit dem Leben Mariens schuf um 1550 Girolamo Siciolante da Sermoneta im Stil des Manierismus. Die Fresken der benachbarten Annenkapelle malte Giovanni Francesco Grimaldi, das zugehörige Altarbild der Anna selbdritt Giacinto Gemigniani. Die vor 1618 entstandenen Altarbilder der Benno- und der Lambertuskapelle, das Fischwunder bzw. das Martyrium darstellend, stammen von Carlo Saraceni, die barocken Fresken der Lambertuskapelle, das Leben des Heiligen und seine Apotheose darstellend, wurden um 1650 durch Jan Miel ausgeführt. Das Altarbild der Kreuzabnahme in der Markgrafenkapelle, auf dem sich Albrecht IV. porträtieren ließ, wurde von Francesco Salviati geschaffen, der auch die fast expressionistisch wirkenden Fresken dieser Kapelle mit Auferstehung und Pfingstwunder schuf. Das Altarbild der Dreifaltigkeit in der Barbarakapelle mit dem Stifterportrait des Kardinals Enckenvoirt stammt zusammen mit der Freskenausstattung der Kapelle von Michiel Coxcie aus Mecheln. Die von Papst Pius IX. gestiftete Ausmalung und das 1906 datierte Altarbild der Johannes-Nepomuk-Kapelle von Ludwig Seitz zeigen neben dem Titelheiligen den von Pius IX. seliggesprochenen Jan Sarkander. Das von Giovanni Francesco Romanelli um 1640 geschaffene Deckenfresko in der barocken Sakristei zeigt die Aufnahme Mariens in den Himmel.
Für die Barbarakapelle der Kirche schuf Sebastian Osterrieder 1929 im Auftrag von Kardinal Faulhaber eine großfigurige, aus Lindenholz geschnitzte Weihnachtskrippe, deren dreieinhalb Meter hohe Prospektarchitektur in ihrer Mischung von klassischen und gotischen Stilelementen bewusst auf das räumliche Erscheinungsbild der Kirche eingeht.
Die heutige Farbverglasung der Kirche gehört der Restaurierungsphase von Ludwig Seitz 1874/75 an und wurde von der Tiroler Glasmalerei und Mosaik Anstalt ausgeführt. Das von der Glasmanufaktur gestiftete Chorfenster zeigt die Trinität, das Westfenster mit der thronenden Muttergottes zwischen Adam und Eva ist eine Stiftung Kaiser Franz Josephs.
1937 wurde eine Kriegerkapelle angelegt, die heute als Beichtstuhl dient. Unterhalb in der Krypta befinden sich die sterblichen Überreste von rund 450 Soldaten Österreich-Ungarns, die in Gefangenenlagern in der Nähe Roms verstarben. Diese Soldaten sind zum größten Teil noch nicht identifiziert. Seit 2021 gibt es ein Gedenkprojekt unter der Leitung der Historikerin Tamara Scheer und des österreichischen Verteidigungsattachés Nikolaus Rottenberger (von der Wissenschaftskommission des Österreichischen Bundesministeriums für Landesverteidigung unterstützt). Im Jahr 2023 wurde ein erstes Projektergebnis publiziert, das einige Biographien dieser Soldaten auch auf Basis von Familiengeschichten nachzeichnet.

### Orgel
Hauptorgel auf der Empore

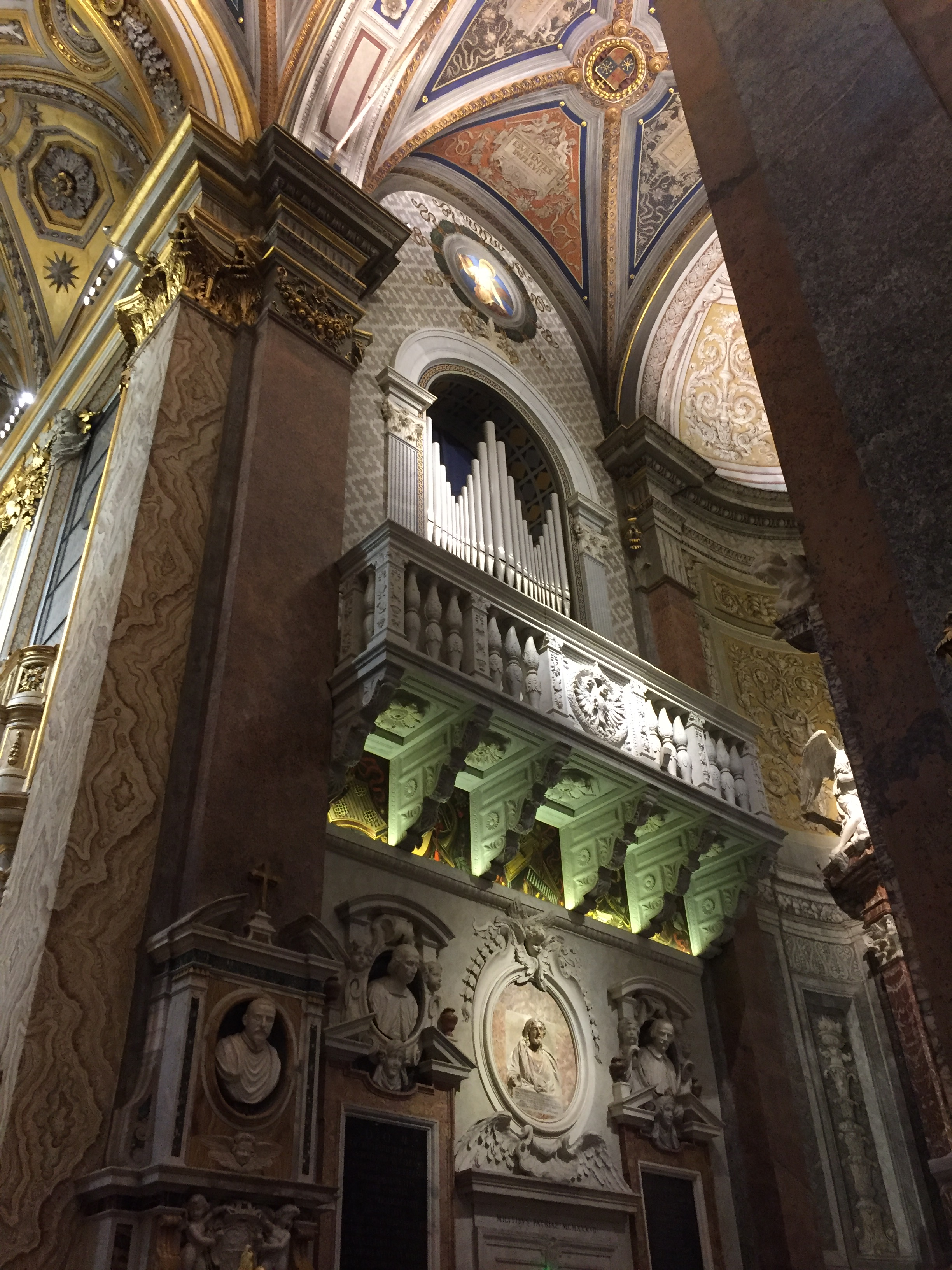
Blick zur Orgelempore

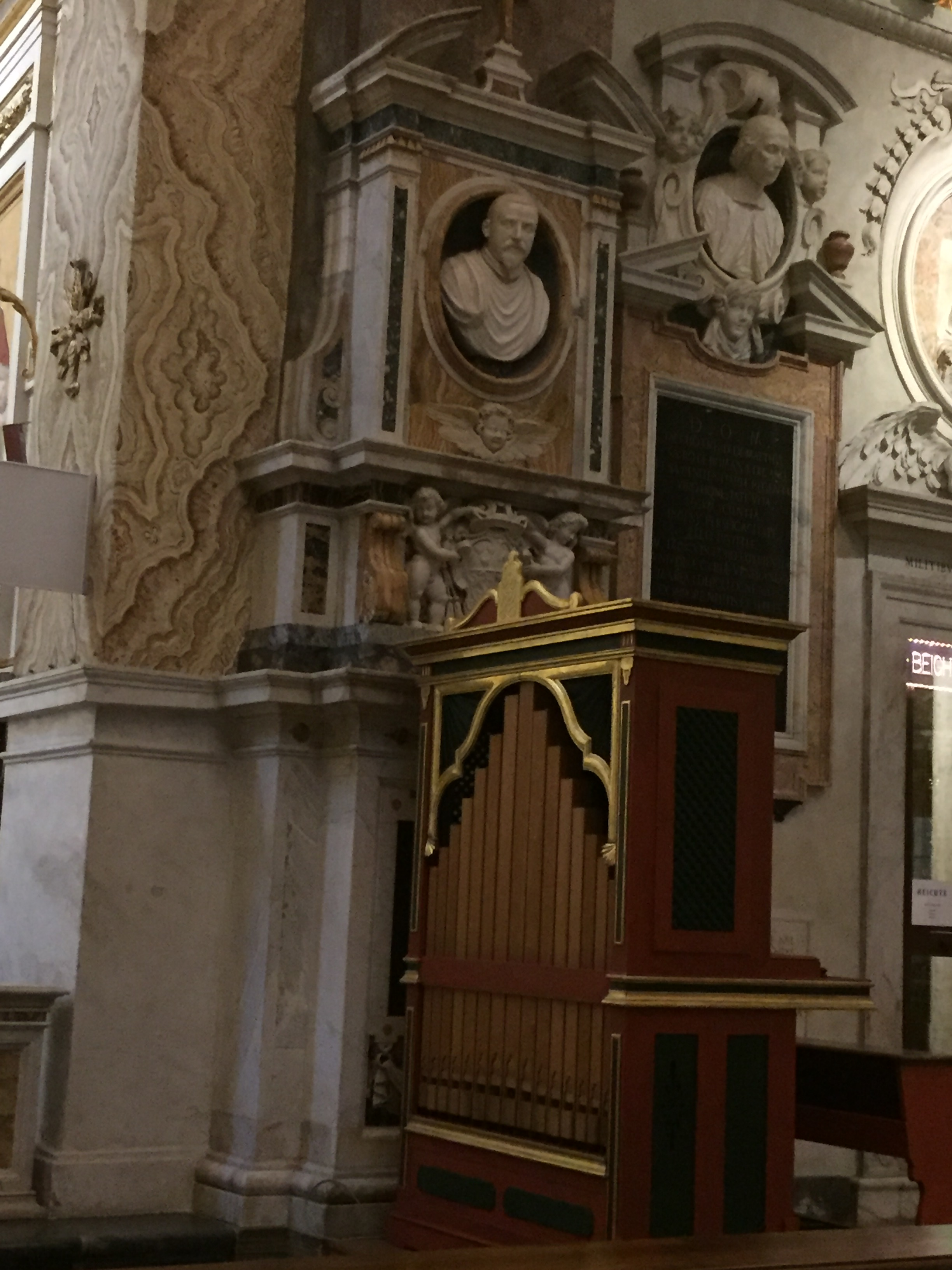
Chororgel

Die Orgel wurde 1990 von Gerhard Hradetzky erbaut.
| I. Manual - Grand'Organo |                |
| Principale               | 8'             |
| Voce umana               | 8'             |
| Ottava                   | 4'             |
| Duodecima                | 2.2/3'         |
| Quintadecima             | 2'             |
| Due di ripieno           | 1'-2/3'        |
| Tre di ripieno           | 2/3'-1/2'-1/3' |
| Flauto in ottava         | 4'             |
| Cornetta                 | 1.3/5'         |
| Tromba                   | 8'             |

| II. Manual - Espressivo |              |
| Flauto aperto           | 8'           |
| Violetta                | 4'           |
| Ottavino                | 2'           |
| Decimanona              | 1.1/3'       |
| Ripieno                 | 1'           |
| Cornetto                | 2.2/3-1.3/5' |

| Pedalwerk              |     |
| Contrabbassi           | 16' |
| Ottava di contrabbassi | 8'  |
| Tromboni               | 16' |

Chororgel
| Manual           |    |
| Principale       | 8' |
| Ottava           | 4' |
| Quintadecima     | 2' |
| Flauto in ottava | 4' |

## Zueignungen
- Der Deutsche Komponist Ludger Stühlmeyer widmete der Kirche Santa Maria dell’Anima seine Zehn Choralfantasien zum Weihnachtsfestkreis für Gesang-Solo, Violine und Orgel, Ries & Erler, Berlin November 2020, ISMN 979-0-50254-149-1. Die Uraufführung fand im Dezember 2020 statt.[34]